# Lobelia brevifolia
Lobelia brevifolia är en klockväxtart som beskrevs av Thomas Nuttall och A.Dc. Lobelia brevifolia ingår i släktet lobelior, och familjen klockväxter. Inga underarter finns listade i Catalogue of Life.